# Valle de Cerrato
Valle de Cerrato – gmina w Hiszpanii, w prowincji Palencia, w Kastylii i León, o powierzchni 38,96 km². W 2011 roku gmina liczyła 92 mieszkańców.